# ديفيد ديكر
ديفيد ديكر هو سياسي أسترالي، ولد في 21 أبريل 1882 في City of Clarence ‏ في أستراليا، وتوفي في 7 فبراير 1967 في Gordon, Tasmania ‏ في أستراليا. نشط حزبياً في Tasmanian Labor Party ‏. وقد انتخب عضو مجلس نواب تسمانيا ‏ عن دائرة Electoral district of Franklin ‏ (30 أبريل 1909 – 10 يونيو 1922).